# Österreichischer Bauherrenpreis 2022
Mit dem Österreichischen Bauherrenpreis der Zentralvereinigung der Architekten Österreichs wurden im Jahr 2022 die folgenden Projekte ausgezeichnet:
| Realisierung                                                                                | Bauherr | Planer |
| ------------------------------------------------------------------------------------------- | --- | --- |
| Aufstockung und Umbau Wohnhausanlage Friedrich-Inhauser-Straße 1–15 in Salzburg             | Heimat Österreich gemeinnützige Wohnungs- und Siedlungsgesellschaft mit Direktor Stephan Gröger und Abteilungsleiter Stefan Pac | –2021 cs-architektur mit stijn nagels architecture atelier |
| Sanierung und Erweiterung Pädagogische Hochschule Salzburg Akademiestraße 23–25 in Salzburg | BIG Bundesimmobiliengesellschaft mit Wolfgang Mairhofer                                                                         | 2013–2021 Riccione Architekten in Innsbruck |
| Neubau Weinhof Locknbauer in Pichla bei Radkersburg 58 in Tieschen                          | Lukas Jahn | –2021 Mascha Ritter, Tragwerksplanung: ZMP GmbH, Micha Puksic in Raaba-Grambach |
| Sanierung und Erweiterung Bildungscampus Nüziders Schulgasse 10 in Nüziders                 | Gemeinde Nüziders mit Bürgermeister Peter Neier                                                                                 | –2021 Fink Thurnher Architekten in Bregenz, Freiraumplanung: Cukrowicz Landschaften GmbH, Markus Cukrowicz in Schaffhausen/CH, Tragwerksplanung: Mader Flatz Schett ZT GmbH in Bregenz |
| Neubau IKEA Wien Westbahnhof                                                                | IKEA Einrichtungen Handels-GmbH mit Projektleiterin Sandra Sindler-Larsson                                                      | 2017–2021 Querkraft Architekten in Wien, Freiraumplanung: Kräftner Landschaftsarchitektur und Green4Cities in Wien, Tragwerksplanung: Thomas Lorenz ZT GmbH in Graz                    |

Aus 86 Einreichungen wurden 18 Projekte durch die Nominierungsjurien in den Bundesländern ausgewählt. Daraus ermittelte die Hauptjury, bestehend aus dem Architekturjournalisten Wojciech Czaja aus Wien, dem Architekten Armando Ruinelli aus Soglio in der Schweiz und der Architektin Michaela Wolf aus Brixen in Südtirol die fünf Preisträger.